# Final Fantasy XII: Revenant Wings
Final Fantasy XII: Revenant Wings (яп. ファイナルファンタジーXII レヴァナント・ウイング Файнару Фантадзи: Рэвананто Уингу) — тактическая ролевая игра, разработанная в 2007 году компанией Square Enix в соавторстве с Think & Feel Inc. для системы Nintendo DS. Является продолжением выпущенной годом ранее популярной ролевой игры Final Fantasy XII.

## Сюжет
После событий двенадцатой «Фантазии» прошёл ровно год, протагонист по имени Ваан, исполнив свою давнюю мечту, стал настоящим воздушным пиратом и обзавёлся собственным кораблём. Вместе со своей верной подругой Пенело и некоторыми другими персонажами из оригинальной игры он отправляется в новое путешествие, которое приводит героев на загадочный латающий континент Лэмурес. Кроме уже известных по предыдущей игре персонажей, присутствуют и новые, такие, например, как Ллиуд, человек с растущими из спины крыльями.

## Разработка
Разработкой руководил геймдизайнер Мотому Торияма, ранее известный по игре Final Fantasy X-2, он, кроме того, написал весь текст сценария. Именно Торияма предложил выпустить игру для NDS, объяснив такое решение тем фактом, что обладатели этой системы скорее всего плохо знакомы с остальными частями Final Fantasy, поэтому должны одобрительно отнестись к коренным изменениям в геймплее. Значительная часть игры отрисована художником Рёмой Ито (Final Fantasy Tactics Advance), иллюстрации которого переводились в пиксельную графику и накладывались на трёхмерный задний план. Продюсер Эйсуке Ёкояма отметил, что источниками вдохновения выступили такие стратегии как Warcraft и Age of Empires, оттуда были заимствованы многие элементы.
Final Fantasy XII: Revenant Wings стала первой игрой, анонсированной в составе серии Ivalice Alliance, действие всех частей которой происходит в вымышленном мире под названием Ивалис. В ходе локализации баланс английской версии по отношению к японской был немного изменён в пользу большей сложности.

## Отзывы
| Сводный рейтинг    | Сводный рейтинг |
| Агрегатор          | Оценка          |
| ------------------ | --------------- |
| GameRankings       | 79,67 %         |
| Metacritic         | 81/100          |
| Иноязычные издания |                 |
| Издание            | Оценка          |
| 1UP.com            | B+              |
| EGM                | 8 of 10         |
| Famitsu            | 32 of 40        |
| GameSpot           | 8,5 of 10       |
| GameZone           | 8,5/10          |
| IGN                | 8,3 of 10       |
| Nintendo Power     | 7,5 of 10       |
| X-Play             | 4/5             |

Релиз в Северной Америке состоялся 20 ноября 2007 года. По состоянию на август 2008 года во всём мире было продано более миллиона копий игры: 540 тыс. в Японии, 220 тыс. в Северной Америке и 280 тыс. в Европе. Высокие продажи позволили Revenant Wings подняться на первое место японских игровых чартов за первую неделю после релиза, за следующую — на второе.